# Faculdade de Ciências Sociais e Tecnológicas
A Faculdade de Ciências Sociais e Tecnológicas (FACITEC) foi uma faculdade particular brasileira, com sede em Taguatinga, no Distrito Federal.

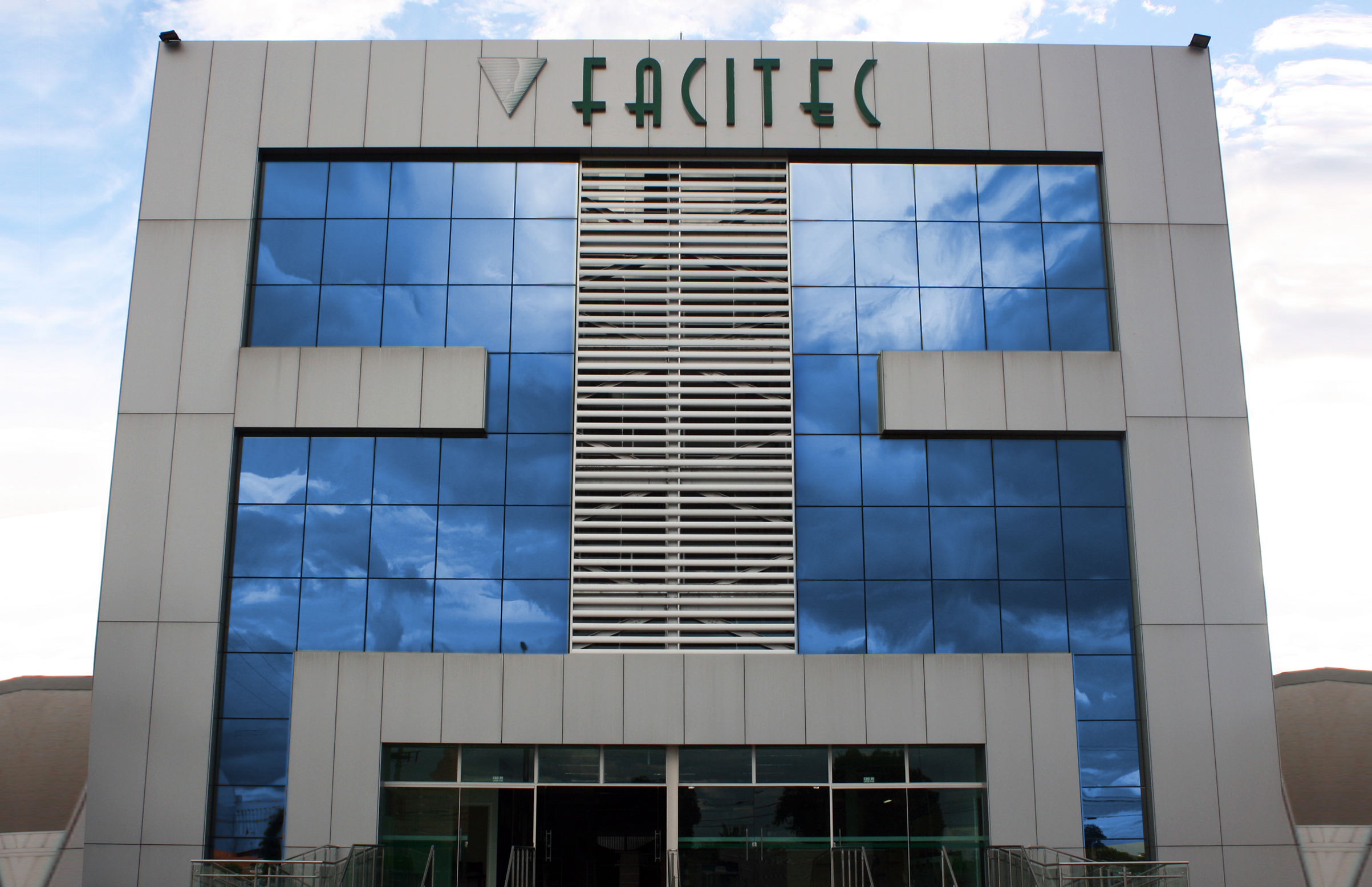
Fachada principal da FACITEC

A FACITEC contava com cursos de graduação e pós graduação, assim distribuídos:

## Graduação
•	Administração
•	Ciências Contábeis
•	Direito
•	Engenharia de Produção
•	Jornalismo
•	Matemática
•	Pedagogia
•	Publicidade e Propaganda
•	Sistemas de Informação
•	Turismo
•	Redes de Computadores
•	Sistemas para Internet

## Pós graduação
•	Assessoria de   Comunicação
•	Arquitetura de Processos
•	Direito Civil
•	Direito Militar - Ênfase em Direito
•	Direito Militar - Ênfase em Docência
•	Direito Público
•	Docência do Ensino Superior
•	Engenharia de Software
•	Especialização em Educação de Surdos
•	Especialização em Gestão de Pessoas
•	Georreferenciamento de Imóveis Rurais 
•	Gestão e Consultoria Técnica de Processos
•	Gestão de Projetos
•	Gestão e Segurança em Redes de Computadores 
•	Língua Portuguesa
•	Matemática e Estatística
•	Organização e Gestão de Eventos
•	Pedagogia Empresarial
•	Produção Audiovisual
•	Segurança Alimentar
•	Cursos de Segurança da Informação

## Venda para a Estácio
Em 5 de abril de 2013 a Universidade Estácio adquiriu a FACITEC por R$ 29 milhões.